# Het Genootschap
Het Genootschap was een Vlaams komisch radioprogramma dat van 1985 tot 1989 op zondagmiddag op Radio 2 werd uitgezonden. Het werd gepresenteerd en gespeeld door Julien Put, Luk Saffloer, Frank Dingenen en Dré Steemans.
Het programma bestond voornamelijk uit sketches, vorm gegeven in wekelijkse rubrieken als "'s Lands Glorie" en "'s Werelds Loop". Vanwege het succes maakten diverse komieken uit het programma, waaronder Dré Steemans, Frank Dingenen en Luk Saffloer in 1989 de overstap naar tv. 
Frank Dingenen maakte hier zijn radio-debuut als het typetje "Frans Dingemans", dat hij ook later op televisie zou spelen.
In dit programma maakte ook Dré Steemans' typetje Felice Damiano zijn debuut. Het personage was een kapper van Italiaanse afkomst uit Eisden-Maasmechelen. 

## Erkenning
Niet minder dan drie fragmenten uit dit programma werden in 2007 genomineerd voor de "10 Grappigste Radiomomenten Aller Tijden", een wedstrijd die Radio 1 onder haar luisteraars organiseerde. 